# Kertarahayu (Setu)
Kertarahayu is een bestuurslaag in het regentschap Bekasi van de provincie West-Java, Indonesië. Kertarahayu telt 6526 inwoners (volkstelling 2010).